# SquashFS
Squashfs é um sistema de arquivos compactado somente leitura para Linux. Squashfs comprime arquivos, inodes e diretórios, e suporta tamanhos de bloco de até 1 MB para maior compressão. Vários algoritmos de compressão são suportados. Squashfs também é o nome do software livre, licenciado sob a GPL, para acessar os sistemas de arquivos Squashfs.
Squashfs foi projetado para ser um sistema de arquivos somente leitura de uso geral e para uso em dispositivos que possuem sistema de armazenamento com capacidade limitada (por exemplo, sistemas embarcados), onde é necessária baixa sobrecarga.

## Usos
Squashfs é usado pelas versões de Live CD do Arch Linux, Debian, Fedora, Gentoo Linux, Linux Mint, Salix, Ubuntu e em distribuições para dispositivos embarcados, como o OpenWrt e o firmware do roteador DD-WRT. Também é usado no Chromecast e para as partições do sistema do Android Nougat. Muitas vezes, é combinado com um sistema de arquivos de montagem de união, como UnionFS, OverlayFS ou aufs, para fornecer um ambiente de leitura e gravação para distribuições Linux em Live CD. Com isso, aproveita-se a habilidade de compressão de alta velocidade do Squashfs juntamente com a habilidade de alterar o conteúdo da distribuição enquanto ela roda do Live CD. Distribuições como Debian Live, Mandriva One, Puppy Linux, Salix Live e Slax usam essa combinação.
Squashfs também é usado pelo Linux Terminal Server Project e Splashtop. As ferramentas unsquashfs e mksquashfs foram portadas para o Windows NT - Windows 8.1. 7-Zip também suporta Squashfs.

## História
Squashfs foi inicialmente mantido como um patch fora de árvore do Linux. A versão inicial 1.0 foi lançada em 23 de outubro de 2002. Em 2009, o Squashfs foi incorporado na linha principal do Linux como parte do kernel Linux na versão 2.6.29. Nesse processo, o código de retrocompatibilidade para os formatos mais antigos foi removido. Desde então, o código do espaço do kernel do Squashfs foi mantido na árvore principal do Linux, enquanto as ferramentas do espaço do usuário permanecem na página do projeto no Sourceforge.net.
A versão original do Squashfs usou a compressão gzip, embora o kernel do Linux na versão 2.6.34 adicionou suporte para a compressão LZMA e LZO, o kernel do Linux na versão 2.6.38 adicionou suporte para a compressão LZMA2 (que é usado por xz) e o kernel do Linux na versão 3.19 adicionou suporte para a compressão LZ4.
O kernel linux versão 2.6.35 adicionou suporte para atributos estendidos de arquivo.